# بخش بارلی
بخش بارلی (به انگلیسی: Bareilly district) یک منطقهٔ مسکونی در هند است که در Bareilly division واقع شده‌است. بخش بارلی ۴٬۱۲۰ کیلومتر مربع مساحت و ۴٬۴۴۸٬۳۵۹ نفر جمعیت دارد.